# Hareraiser
Hareraiser is een computerspel dat werd uitgegeven door Haresoft. Het spel kwam in 1984 uit voor verschillende platforms.